# 加焦蒙塔诺
加焦蒙塔诺是意大利艾米利亚-罗马涅大区博洛尼亚省的一个镇，距离大区首府博洛尼亚约45公里。